# ياطر
ياطر هي إحدى القرى اللبنانية من قرى قضاء بنت جبيل في محافظة النبطية، وهي مسقط رأس الشيخ علي الكوراني.

## التسمية
بلدة ياطر في الأصل لم يكن اسمها ياطر وإنما حرّفت من اسم ياثر عام 1920 وردت في معجم الجيش الفرنسي وأصلها من كلمة ياثر الموجودة في دفاتر الدولة العثمانية الإحصائية إلى اسم ياطر؛ لأن اللغة الفرنسية ليس فيها حرف الثاء وحولت إلى ياطر تكتب باللغة الفرنسية yatar.
أصل التسمية حسب المراجع التاريخية وحسب ما هو موجود في التوراة إذا أفرطنا في القدم ياثر اسم نبي من الأنبياء الصالحين أو يثرون هو أحد ألقاب النبي شعيب كما ورد في التوراة أيضاً وتعني الفضل وأما ياثر فواردة في بعض المراجع والكتب القديمة التي تتحدث عن أسماء القرى ومعانيها.
ياثر كلمة سريانية قد يكون معناها الأريج والعبق والرائحة الطيبة وليس ذلك ببعيد من منطلق أن التسمية مقرونة بالاسم بحيث أن المنطقة هي منطقة ذات مناخ جميل ومتوسطية حتى أنها متوسطة الارتفاع، فتقع بين المنطقة الساحلية والمنطقة الجبلية ارتفاع أعلى تلة فيها 772متراً وياطر بلدة كبيرة ومساحتها شاسعة وأراضيها وعرة وفيها أودية عميقة
لعلّ وجود حجر يعود لمسجد البلدة القديم نقش عليه اسم ياثر يثبت أن اسمها ياثر وعمره أكثر من 700 سنة.

## وصلات خارجية
- موقع بلدة ياطر